# Rona Cup 1997
Rona Cup 1997 byl hokejový turnaj konající se v Trenčíně roce 1997. Pohár začínal 13. srpna a končil 16. srpna. Titul získala poprvé ve své historii HC Petra Vsetín.

## Výsledky a tabulka
| Pozice | Tým              | Z | V | R | P | GS | GI | B |
| ------ | ---------------- | - | - | - | - | -- | -- | - |
| 1.     | HC Petra Vsetín  | 3 | 3 | 0 | 0 | 12 | 6  | 6 |
| 2.     | HC Vítkovice     | 3 | 2 | 0 | 1 | 10 | 9  | 4 |
| 3.     | HC Košice        | 3 | 1 | 0 | 2 | 13 | 15 | 2 |
| 4.     | HC Dukla Trenčín | 3 | 0 | 0 | 3 | 5  | 10 | 0 |

|  | HC Petra Vsetín | 3 : 1           | HC Dukla Trenčín |  |
|  | HC Petra Vsetín | (1:0, 0:0, 2:1) | HC Dukla Trenčín |  |

| Souhrn zápasu | Souhrn zápasu     | Souhrn zápasu | Souhrn zápasu | Souhrn zápasu |
| ------------- | ----------------- | ------------- | ------------- | ------------- |
|               | Bělohlav Vlach 2x |               | Opatovský     |               |

|  | HC Petra Vsetín | 5 : 4           | HC Košice |  |
|  | HC Petra Vsetín | (3:1, 2:1, 0:2) | HC Košice |  |

| Souhrn zápasu | Souhrn zápasu                  | Souhrn zápasu | Souhrn zápasu             | Souhrn zápasu |
| ------------- | ------------------------------ | ------------- | ------------------------- | ------------- |
|               | Kratěna Vlach 2x Veber Tesařík |               | R.Pucher 2x Varholík Plch |               |

|  | HC Dukla Trenčín | 1 : 2           | HC Vítkovice |  |
|  | HC Dukla Trenčín | (1:0, 0:1, 0:1) | HC Vítkovice |  |

| Souhrn zápasu | Souhrn zápasu | Souhrn zápasu | Souhrn zápasu  | Souhrn zápasu |
| ------------- | ------------- | ------------- | -------------- | ------------- |
|               | Smerčiak      |               | Kotásek Pavliš |               |

|  | HC Košice | 4 : 7           | HC Vítkovice |  |
|  | HC Košice | (1:2, 0:3, 3:2) | HC Vítkovice |  |

| Souhrn zápasu | Souhrn zápasu                 | Souhrn zápasu | Souhrn zápasu                                         | Souhrn zápasu |
| ------------- | ----------------------------- | ------------- | ----------------------------------------------------- | ------------- |
|               | P.Pucher R.Pucher Plavucha 2x |               | Krátoška 2x Moravec Kumstát Jerofejev Kotásek Polášek |               |

|  | HC Vítkovice | 1 : 4           | HC Petra Vsetín |  |
|  | HC Vítkovice | (0:1, 0:2, 1:1) | HC Petra Vsetín |  |

| Souhrn zápasu | Souhrn zápasu | Souhrn zápasu | Souhrn zápasu                | Souhrn zápasu |
| ------------- | ------------- | ------------- | ---------------------------- | ------------- |
|               | Šimíček       |               | Sršeň Šafařík Hruška Srdínko |               |

|  | HC Dukla Trenčín | 3 : 5           | HC Košice |  |
|  | HC Dukla Trenčín | (1:3, 1:2, 1:0) | HC Košice |  |

| Souhrn zápasu | Souhrn zápasu                         | Souhrn zápasu | Souhrn zápasu                       | Souhrn zápasu |
| ------------- | ------------------------------------- | ------------- | ----------------------------------- | ------------- |
|               | Melicherík Rich.Pavlikovský Fleischer |               | Veselovský 2x Svitek Faith Plavucha |               |